# Masacre de Chortiatis
La Masacre de Chortiatis (en griego: Σφαγή του Χορτιάτη) fue una violenta represalia llevada a cabo por unidades colaboracionistas de los Batallones de Seguridad y por tropas del ejército alemán durante la Ocupación de Grecia por las Fuerzas del Eje. El 2 de septiembre de 1944, un pelotón de combatientes del Ejército Popular de Liberación Nacional (ELAS) tendió una emboscada a una columna de suministro de agua del gobierno títere pro-nazi de Ioannis Rallis cerca de Chortiatis. Varias horas después, una expedición de castigo del Eje ejecutó a 146 de sus habitantes, la mayoría mujeres y niños, y destruyó completamente el pueblo.

## Antecedentes
El 28 de octubre de 1940, Italia comenzó la Guerra Greco-Italiana esperando una victoria rápida, pero la invasión fracasó y los italianos fueron expulsados a Albania. A los seis meses, Alemania inició su intervención en Grecia. La pequeña fuerza griega que defendía la frontera greco-búlgara fue derrotada por los alemanes, mejor equipados y numéricamente superiores. La penetración alemana en Grecia hizo que la resistencia en el frente albanés fuera inútil, finalizando la Batalla de Grecia con el triunfo de las fuerzas del Eje. Los británicos se retiraron y Grecia fue sometida a una triple ocupación por Alemania, Italia y Bulgaria. Pronto, los grupos de Resistencia comenzaron a formarse y, en 1942, el ELAS, liderado por los comunistas, se convirtió en la organización de resistencia dominante en el país. Las organizaciones de resistencia de derecha, como la Liga Nacional Republicana Griega (EDES), Liberación Nacional y Social (EKKA) y otras jugaron un papel mucho más pequeño.
La Operación Steinadler (del 3 al 13 de julio de 1944) fue la última operación contra la resistencia llevada a cabo por las fuerzas alemanas en Macedonia. Aunque de amplio alcance, finalmente no logró sus objetivos, ya que los combatientes de ELAS lograron evadir a las patrullas alemanas y regresaron a sus escondites una vez terminada la operación. La población civil se convirtió así en el principal objetivo de las represalias del Eje. Poco después, la 1ª División de Montaña y la 4.ª División SS Polizei de Infantería Motorizada se retiraron del país, mientras que en agosto el Grupo de Ejército E declaró a Grecia como zona de guerra. Las tiendas alemanas y las instituciones culturales fueron cerradas, mientras que los civiles y miembros más antiguos del ejército, la policía secreta y las SS fueron evacuados. Bajo las órdenes de Adolf Hitler, la Wehrmacht adoptó la política de guerra total, en respuesta al aumento de la actividad subversiva del ELAS, que había obstaculizado la cosecha de verano en las áreas aun controladas por el gobierno colaboracionista. El personal del Grupo de Ejército E consideró que las ejecuciones de Distomo y de Kesariani habían sido inadecuadas e incluso dañinas para la imagen de las autoridades de ocupación, dando la orden de arrestar a los insurgentes, en lugar de recurrir al castigo colectivo de los civiles. Sin embargo, esas órdenes fueron ignoradas y las atrocidades continuaron sin obstáculos. Entre junio y agosto, los ataques ELAS causaron la muerte de 30 soldados alemanes, 14 resultaron heridos y 9 más desaparecieron en acción. Las represalias alemanas a su vez incluyeron la ejecución de 254 personas.
Las autoridades alemanas también intentaron infundir terror en la población de Macedonia occidental mediante el despliegue de los grupos colaboracionista encabezados por Georgios Poulos y Friedrich Schubert. Estas unidades estaban estacionadas en Krya Vrysi y Asvestochori, creando un eje protector alrededor de Salónica, mientras que La misma Salónica quedaba protegida por los [Batallones de Seguridad] del gobierno colaboracionista. El encarcelamiento de Schubert tiempo atrás por parte de los mismos alemanes, que condenaron su crueldad y el empleo de ex convictos durante su despliegue en Creta, ahora no se tenía en cuenta, ya que todas las fuerzas disponibles eran necesarias para la campaña de contrainsurgencia del Eje. La presión de los ataques ELAS alrededor de Salónica amenazó la evacuación alemana en curso del sur de Grecia y el Grupo de Ejércitos E llegó a la conclusión de que era necesaria una demostración de fuerza.

## La masacre
El 2 de septiembre, un pelotón de combatientes de ELAS tendió una emboscada a una columna de suministro de agua del gobierno en las afueras de Chortiatis, matando a un conductor e hiriendo gravemente a su pasajero. Media hora después, un segundo automóvil fue atacado en el mismo lugar. Un soldado alemán resultó herido y fue tomado prisionero junto con dos trabajadores griegos, mientras que el conductor griego y un segundo soldado lograron huir a Asvestochori. Cuando los habitantes de Chortiatis expresaron sus temores con respecto a una posible represalia alemana contra Antonis Kazakos (el jefe del pelotón ELAS), este se mostró desdeñoso y exclamó "Esta zona ya es parte de una Grecia libre. Ningún alemán se atreverá a pisar esta tierra". Poco después, una patrulla de la Wehrmacht divisó un auto en llamas en las afueras de Chortiatis, confirmando que se había producido un ataque. Kazakos convenció a la población civil de Chortiatis para que permaneciera en su lugar, sin saber que 20 camiones cargados con soldados alemanes y del grupo de Schubert ya se dirigían hacia el pueblo. El grupo de ELAS y sus cautivos partieron hacia Livadi, mientras que los hombres locales abandonaron la aldea para ir a los campos circundantes. Al llegar al pueblo, los alemanes reunieron a las mujeres y los niños en la plaza, mientras que un segundo grupo fue llevado al café local. Cuando el alcalde de la aldea, Christos Batatsiou, intentó pedire clemencia a los alemanes, fue apuñalado con un cuchillo por Schubert y sus hombres procedieron a saquear y quemar 300 casas. Las mujeres y los niños de la plaza fueron obligados a entrar en la casa de Evangelos Davoudis, donde fueron quemados vivos, solo dos de ellos lograron sobrevivir. Los hombres de Schubert llevaron al segundo grupo de civiles a la panadería de Stefanos Gouramanis, mientras que uno tocaba un violín y otros cantaban alegremente. Una ametralladora fue colocada en una de las ventanas de la panadería, disparando a los que estaban dentro. Ocho niños lograron escapar de la carnicería saliendo por una pequeña ventana en la parte trasera del edificio. Después, los colaboracionistas quemaron los cadáveres con un arma de bengala. Varios supervivientes intentaron escapar, pero fueron apuñalados y empujados hacia atrás por los hombres de Schubert, solo un hombre y una mujer huyeron a través del humo mientras los asaltantes eran distraídos por el sacerdote de la aldea. Cinco mujeres lograron evadir la muerte afirmando que sus familiares sirvieron en los batallones de seguridad. Once civiles fueron capturados y ejecutados cerca de la aldea, entre ellos una mujer que fue violada.

## Consecuencias
El número de víctimas ascendió a 146 personas, 109 mujeres y 37 hombres, con edades desde los 2 meses hasta los 81 años. 34 fueron quemados vivos en la casa de los Davoudis, 76 murieron en la panadería, 34 fueron fusilados o apuñalados en sus casas o fuera de la aldea. Tras la destrucción de Chortiatis, las fuerzas del Eje regresaron a sus bases en Asvestochori y Salónica. Temiendo el regreso de las tropas y espantados por el olor que emanaba de los cadáveres, los habitantes supervivientes de Chortiatis se escondieron en el bosque circundante. Dos días después, los hombres de Schubert regresaron a la aldea para quitarle lo poco que les dejaron en su visita anterior. La masacre de Chortiatis no se mencionó nunca en los documentos alemanes de la época. De igual modo, durante el curso de los juicios de Núremberg, el jefe del estado mayor del Grupo de Ejércitos E, Wilhelm Hammer, solo se refirió a la emboscada que precedió a la masacre. Ninguno de los alemanes responsables de la masacre fue condenado por sus crímenes. Muchos de ellos continuaron progresando en sus carreras en los años posteriores a la guerra: el oficial de inteligencia del Grupo E del Ejército Kurt Waldheim más tarde se convirtió en el noveno Presidente de Austria. Schubert, por su parte, fue arrestado después de la guerra, juzgado y ejecutado en Atenas.